# Ophiuche madagascarensis
Ophiuche madagascarensis är en fjärilsart som beskrevs av M.Gaede. Ophiuche madagascarensis ingår i släktet Ophiuche och familjen nattflyn. Inga underarter finns listade i Catalogue of Life.